# Combate de las Vizcacheras
El Combate de las Vizcacheras fue un enfrentamiento que tuvo lugar en Las Vizcacheras —en el actual Gorchs, provincia de Buenos Aires, República Argentina—, el 28 de marzo de 1829, en el marco de las Guerras civiles argentinas, en el que las fuerzas unitarias ―apoyadas por indios pampas― fueron vencidas por las federales ―apoyadas por indios ranqueles― quienes dieron muerte al coronel Federico Rauch.

## Antecedentes
Los indígenas que habitaban al sur de la frontera efectiva de las Provincias Unidas del Río de la Plata intervinieron de manera directa e indirecta en los sucesos que hilvanaron el devenir histórico de la Argentina.
Entre ellos, los mapuches o araucanos se manifestaron a través de la araucanización de los territorios ubicados al oeste de la Cordillera de los Andes. 
Una simplificación práctica establecería dos tipos de alianzas:
- Los rankülche o ranqueles aparecieron como aliados de los federales.
- Los pampas cabalgaron al lado de los unitarios.

Estos alineamientos no fueron automáticos, y las alianzas que formaron los indígenas poco tuvieron que ver con la adhesión a los principios centralistas o a los federales, sino que se explicaban por sus propias dinámicas internas. Por eso, en más de una oportunidad y en el marco de las guerras civiles argentinas, hubo guerreros aborígenes en uno y otro bando.
Los guerreros de Nicasio Maciel tuvieron sobradas razones para combatir al lado de los federales, en contra de Federico Rauch y los aborígenes pampas. Rauch, de origen prusiano, había llegado a Buenos Aires en 1819 y en 1826 ya era jefe. Marchó hacia Kakel y la sierra de la Ventana, y en su carrera detrás de los indígenas, les arrebató miles de cabezas de ganado, destruyó los toldos e hizo prisioneros. El historiador Yunque dice:

Persigue hasta el exterminio en los vericuetos de la Sierra de la Ventana a los derrotados. [...] Así exterminó muchas tribus del sud y del oeste. Y llevó la confianza a los hacendados sobre quienes se erguía la riqueza de Buenos Aires. Tan es así que el propio Rosas, siempre tan avaro en sus pesos y a pesar de su amistad con Rauch, propicia una suscripción entre los estancieros en beneficio de los húsares: gratitud de propietario para con el can bravo que lo defiende.

## La nueva guerra civil

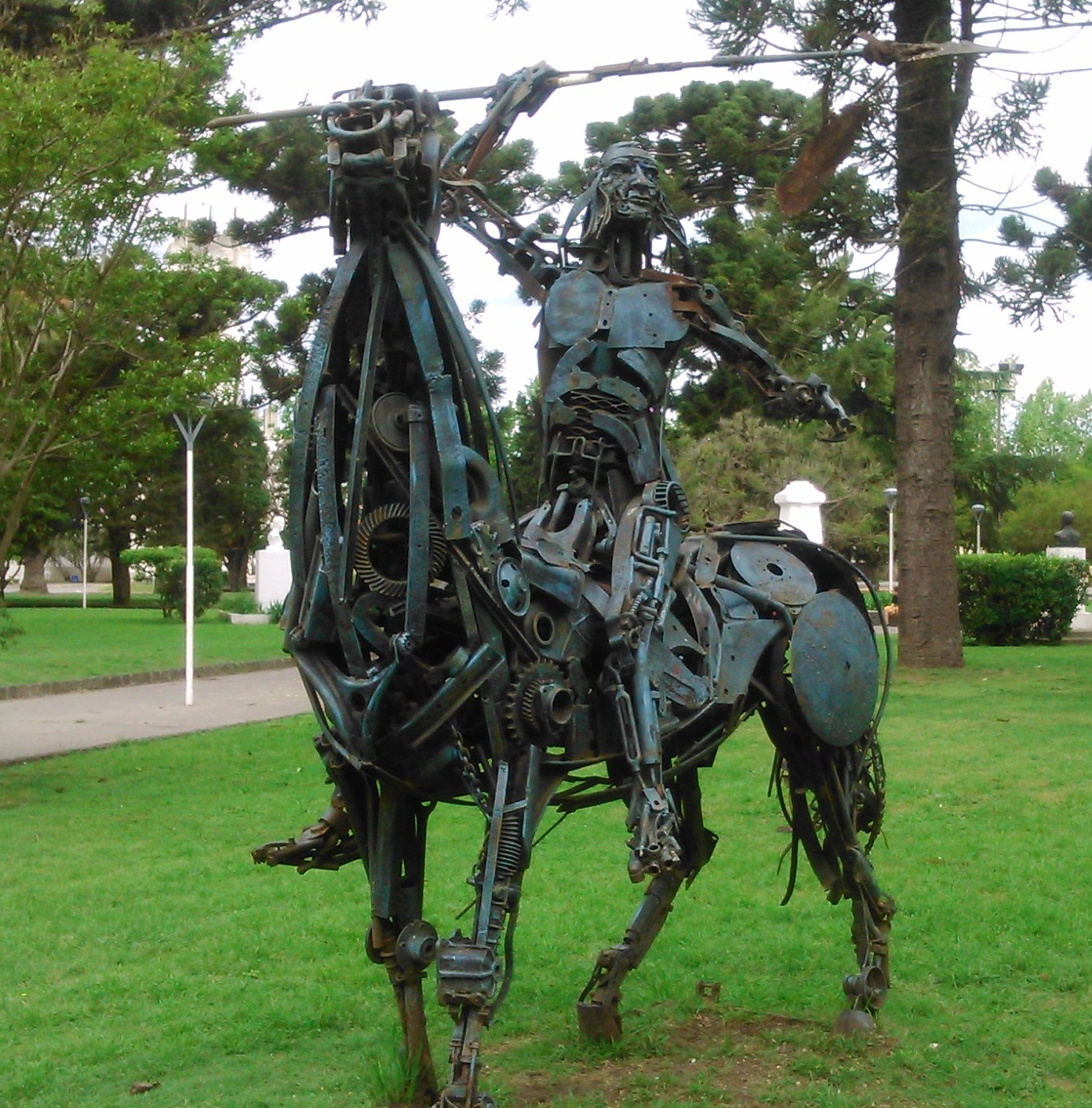
Monumento a Arbolito (Nicasio Maciel) en la ciudad de Rauch. Plaza Mitre.

El 9 de diciembre de 1828 el Partido Unitario -que había sido desplazado del poder por la elección de Manuel Dorrego como gobernador de la Provincia de Buenos Aires-, con el apoyo tanto de la oficalidad y el ejército que regresó de la Guerra del Brasil -quienes, al igual que los unitarios, también culparon al electo gobernador federal de la firma de la Convención Preliminar de Paz de 1828-, se sublevaron a las órdenes del general Juan Lavalle y vencieron al gobernador derrocado en la Batalla de Navarro, quien pereció fusilado. 
Allí comenzó otra de las guerras civiles argentinas.
En el pago de Las Vizcacheras se enfrentaron un contingente federal de aproximadamente 600 hombres y otro unitario, de número similar.
Las tropas leales al unitario Juan Lavalle ―quien había hecho fusilar a Dorrego― eran comandadas por Rauch, el cual marchaba al frente de sus Húsares del Plata y contaba con otras unidades y el apoyo de los indios pampas. Del lado federal participó Prudencio Arnold, quien más tarde llegó al grado de coronel y como muchos de los militares de su época, tuvo la idea de escribir sus memorias, donde dice que:

En tales circunstancias el enemigo se avistó. Sin tiempo que perder, formamos nuestra línea de combate de la manera siguiente: los escuadrones Sosa y Lorea formaron nuestra ala derecha, llevando de flanqueadores a los indios de Nicasio; los escuadrones Miranda y Blandengues el ala izquierda y como flanqueadores a los indios de Mariano; el escuadrón González y milicianos de la Guardia del Monte al centro, donde yo formé.

Arnold no brindó más datos sobre los loncos que guiaban a los guerreros, salvo su nombre cristiano, Nicasio Maciel ―alias Arbolito―, 

valiente cacique que murió después de Caseros.

## Combate

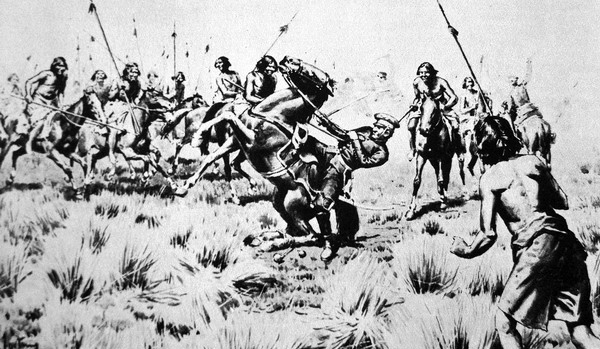
Momento de la muerte de Rauch, Ilustración del pintor F. Fortuny.

Rotas las hostilidades, Rauch arrolló el centro de los federales y se empeñó a fondo ―según el relato de Arnold― sin percibir que sus dos alas eran derrotadas. Se distrajo y comenzó a saborear su triunfo pero pronto se vio rodeado de efectivos a los que supuso suyos. Hay que recordar que por entonces, los federales sólo se diferenciaban de los unitarios por un cintillo que llevaban en sus sombreros, el que decía «Viva la Federación». Anotó su rival:

Cuando estuvo dentro de nosotros, reconoció que eran sus enemigos apercibiéndose recién del peligro que lo rodeaba. Trató de escapar defendiéndose con bizarría; pero los perseguidores le salieron al encuentro, cada vez en mayor número, deslizándose por los pajonales, hasta que el cabo de blandengues, Manuel Andrada le boleó el caballo y el indio Nicasio Maciel lo ultimó... Así acabó su existencia el coronel Rauch, víctima de su propia torpeza militar.

## Final
A raíz de su acción, Andrada fue ascendido a alférez. Sobre el degüello de Federico Rauch, Arnold se limita a señalar que «se le cortó la cabeza».